# 33392 Blakehord
33392 Blakehord è un asteroide della fascia principale. Scoperto nel 1999, presenta un'orbita caratterizzata da un semiasse maggiore pari a 2,2612771 UA e da un'eccentricità di 0,1520977, inclinata di 4,02869° rispetto all'eclittica.